# اوک نول ویلیج (آریزونا)
اوک نول ویلیج (به انگلیسی: Oak Knoll Village) یک منطقهٔ مسکونی در ایالات متحده آمریکا است که در آریزونا واقع شده‌است. اوک نول ویلیج ۱٬۷۸۷ متر بالاتر از سطح دریا واقع شده‌است.